# Dolichurus major
Dolichurus major är en  stekelart som beskrevs av Kazenas 1976. Dolichurus major ingår i släktet Dolichurus och familjen Ampulicidae. Inga underarter finns listade i Catalogue of Life.